# Brachytheciastrum
Brachytheciastrum es un género de musgos hepáticas de la familia Brachytheciaceae. Comprende 19 especies descritas y de estas, solo 14 aceptadas.

## Taxonomía
El género fue descrito por Ignatov & Huttunen y publicado en Arctoa, a Journal of Bryology 11: 259–260. 2002[2003].

## Especies aceptadas
A continuación se brinda un listado de las especies del género Brachytheciastrum aceptadas hasta diciembre de 2014, ordenadas alfabéticamente. Para cada una se indica el nombre binomial seguido del autor, abreviado según las convenciones y usos.	
- Brachytheciastrum bellicum (W.R. Buck, J. A. Jiménez, Ros & M.J. Cano) Vanderp., Ignatov, Huttunen & Goffinet
- Brachytheciastrum collinum (Schleich. ex Müll. Hal.) Ignatov & Huttunen
- Brachytheciastrum delicatulum (Flowers) Ignatov
- Brachytheciastrum dieckei (Roll) Ignatov & Huttunen
- Brachytheciastrum falcatulum (Broth.) Ignatov & Huttunen
- Brachytheciastrum fendleri (Sull.) Ochyra & Żarnowiec
- Brachytheciastrum kashmirense (Broth.) Ignatov & Huttunen
- Brachytheciastrum leibergii (Grout) Ignatov & Huttunen
- Brachytheciastrum microcollinum (E.B. Bartram) Ignatov & Huttunen
- Brachytheciastrum olympicum (Jur.) Vanderp., Ignatov, Huttunen & Goffinet
- Brachytheciastrum paradoxum (Hook. f. & Wilson) Ignatov & Huttunen
- Brachytheciastrum trachypodium (Funck ex Brid.) Ignatov & Huttunen
- Brachytheciastrum vanekii (Šmarda) Ochyra & Żarnowiec
- Brachytheciastrum velutinum (Hedw.) Ignatov & Huttunen